# Rudolf Bergtel
Rudolf Bergtel (* 25. Dezember 1897 in Immenhof/Ostpreußen; † 18. Juli 1981 in Ost-Berlin) war ein deutscher Gewerkschaftsfunktionär und Widerstandskämpfer gegen den Nationalsozialismus.

## Leben
Bergtel stammte aus einer Arbeiterfamilie. Er war Gehilfe in einer Gastwirtschaft und lebte ab 1913 in Berlin. 1915 wurde er zum Kriegsdienst im Ersten Weltkrieg rekrutiert.
Anfang 1919 trat Bergtel in die USPD ein und wurde 1923 Mitglied der KPD. 
Ab 1932 war er als Instrukteur des RGO Bezirksausschusses Berlin tätig, dies setzte er bis November 1933 im Widerstand gegen den Nationalsozialismus illegal in Charlottenburg fort. 
Wegen einer bevorstehenden Festnahme floh er in die Tschechoslowakei; nach einer kurzen Ausbildung in konspiratives Verhalten kehrte er zum Widerstand nach Deutschland zurück und wurde Organisationsleiter der RGO für Berlin. Im Widerstand arbeitete er gemeinsam mit Reinhold Popall, Wilhelm Knapp, Liesbeth Neubauer, Erich Hanke und Wienand Kaasch. Am 8. August 1935 wurde Bergtel verhaftet und am 10. Mai 1936 vom Volksgerichtshof im Prozess gegen Kaasch und andere angeklagt und zu acht Jahren Zuchthaus verurteilt. Bergtel kam zuerst ins Zuchthaus Luckau und anschließend in die KZ-Lager Aschendorfer Moor und Esterwegen. Im Juni 1939 gelang ihm die Flucht aus den Emslandlagern über Berlin in die Schweiz. Dort wurde er bis Kriegsende interniert. 
Im Oktober 1945 konnte Bergtel nach Berlin zurückkehren. 
Er heiratete die Bibliothekarin Lotte Schleif, die ihm bei der Flucht behilflich gewesen war. Zeitweise war Bergtel in der Nachkriegszeit Mitarbeiter bei den Berliner Verkehrsbetrieben und dort 2. Sekretär der SED-Gesamtbetriebsgruppe.